# Marina Shainova
Marina Vladimirovna Shainova est une haltérophile russe née le 14 mars 1986.

## Carrière
Elle est contrôlée positif aux Championnats d'Europe de Tirana (Albanie) en 2013 et se voit interdite de compétition jusqu'en 2015.
Le 31 août 2016, le Comité international olympique annonce sa disqualification des Jeux olympiques d'été de 2008 de Pékin et le retrait de sa médaille d'argent en moins de 58 kg en raison de la présence de turinabol dans les échantillons prélevés lors de ces Jeux.

## Palmarès

### Jeux olympiques
- 2008 à Pékin
  -  Médaille d'argent en - 58 kg Disqualifiée pour dopage.

### Championnats du monde
- 2007 à Chiang Mai
  -  Médaille d'argent en - 58 kg
- 2005 à Doha
  -  Médaille de bronze en - 58 kg

### Championnats d'Europe
- 2011 à Kazan
  -  Médaille d'or en moins de 63 kg.
- 2007 à Strasbourg
  -  Médaille d'or en moins de 58 kg.
- 2006 à Władysławowo
  -  Médaille d'or en moins de 58 kg.
- 2005 à Sofia
  -  Médaille d'or en moins de 58 kg.